# Туманский, Фёдор Осипович
Фёдор Осипович (Иосифович, в некоторых источниках ошибочно Васильевич — см. ниже) Туманский (1757(?), село Родионовка Глуховского уезда Черниговской губернии — декабрь 1810 года) — русский писатель и переводчик, корреспондент Санкт-Петербургской академии наук, действительный член Российской академии. Цензор в Риге в 1787—1801 годах.

## Путаница в отчестве
Н. Ю. Алексеева в своей достаточно подробной статье о Туманском отдельно указала, что в ряде изданий (например, в энциклопедии Брокгауза и Ефрона) Туманский ошибочно назван Васильевичем, что приводит к путанице с его двоюродным братом Федором Васильевичем Туманским (1765—1810?).

## Происхождение
Происходил из семьи представителей казацкой старшины.
- Отец: Осип Григорьевич (1732—1799) — председатель Новгород-Северской уголовной палаты.
- Мать: Прасковья Романовна Янова (Яненко) — дочь бунчукового товарища.
- Дядя: Василий Григорьевич Туманский — новгород-северский вице-губернатор.
- Дядя: И. Г. Туманский.

## Биография
В 1774 году, сразу после окончания Кенигсбергского университета, поступил на службу. В 1779 году занимал должность бунчукового товарища, коллежского асессора, секретаря в Глуховской казенной палате Черниговского наместничества.
С ноября 1782 года надворный советник.
В 1785 году — предводитель дворянства в Козельце.
В 1786—1787 годах в Санкт-Петербурге под редакцией Ф. О. Туманского и И. Ф. Богдановича выходил еженедельный журнал «Лекарство от скуки и забот»; к числу сотрудников принадлежал И. А. Крылов. В те же годы издавался еженедельник «Зеркало света» (до мая 1786 г. соиздателем Туманского был Богданович).
В 1787 году — директор 1-й Экспедиции в Правлении Государственного заёмного банка в Санкт-Петербурге.
В 1788 году создаёт одно из первых этнографических описаний Петербургской губернии «Опыт повествования о деяниях, положении, состоянии и разделении Санкт-Петербургския губернии, включая народы и селения от времён древних до ныне».
С 1789 года — заседатель в Приказе общественного призрения Петербургской губернии и в Комиссии о народных училищах, одновременно — депутат дворянства по Петербургскому уезду. Кроме того, состоял в Комиссии о разборе дворянства.
В 1790—1795 годах — директор 3-й Экспедиции в Правлении Государственного заемного банка (вместе с А. Шурлиным).
С 1792 по 1794 год Фёдор Осипович Туманский издавал в российской столице ежемесячное периодическое издание «Российский магазин», где печатались статьи и материалы по истории, географии и топографии России.
В 1797 году назначен гражданским цензором в Риге (при Павле I в Российской империи было четыре цензора: в Петербурге, Москве, Риге и Вильно).
В 1799 получил чин статского советника.
По словам современника, драматурга Августа Коцебу, на посту гражданского цензора в Риге Туманский отличался крайней придирчивостью и непорядочным поведением. Ощущая шаткость своего положения, после убийства императора Павла I, чьё правительство ему благоволило, Туманский, по словам Коцебу, написал в Санкт-Петербург донос, обвиняя в создании «тайного якобинского заговора» едва ли не всё рижское дворянство во главе с губернатором Нагелем. После этого, по указанию императора Александра I, Туманский был объявлен сумасшедшим и уволен в отставку (1801 год).
Умер в декабре 1810 года. Похоронен на Глуховском кладбище.